# واكامي
الواكامي هي الأعشاب البحرية التي يتم جمعها من سواحل اليابان والصين وكوريا وتتحول للون الأخضر الجميل نصف الشفاف عند طهوها، يتم استيراد النوع البري من الشرق الأقصى. وهي تتشابه مع اعشاب الالاريا :وهي نبات مشابهه للواكامي ويتم جمعها من سواحل الولايات المتحدة والجزر البريطانية والدول الإسكندنافية لكنها غير صالحة للاكل.
عادة يضاف الواكامي إلى حساء الميزو ,ويتم تناولها كطبق جانبي مع البصل الأخضر أو اليابس ويحبذ تقديمها مع الجزر والقرنبيط والجزر الأبيض والقرطب والكرفس والفجل الأبيض والملفوف.

## فوائدها
تحتوي على نسبة عالية من الكالسيوم بنسبة 960 ملغ والحديد 7 ملغ ونسبة عالية من فيتامينات (A) و(B) واليود وكما انها تساعد على الوقاية من ارتفاع ضغط الدم، وتمنع تكون الاورام.

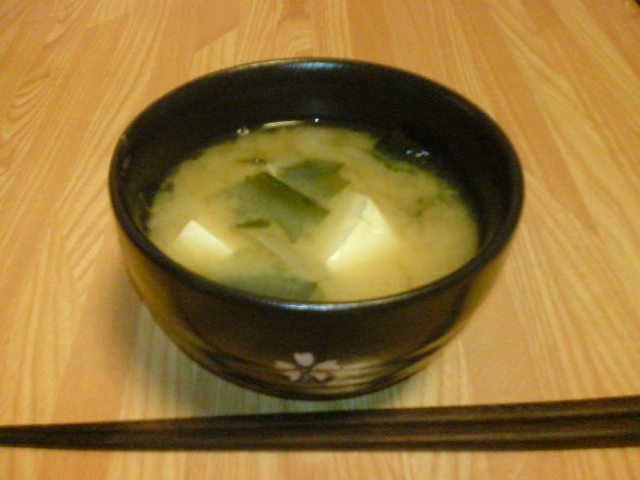
Japanese Miso soup (توفو مع واكاومي وبصل أخضر).

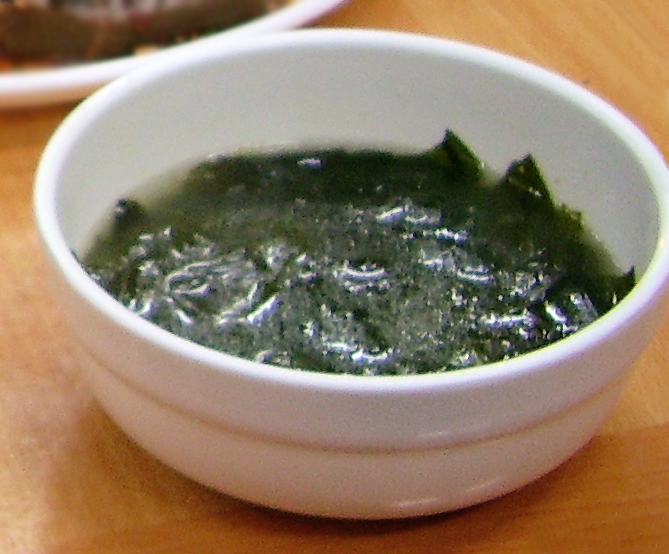
Miyeok guk, a Korean soup made with wakame

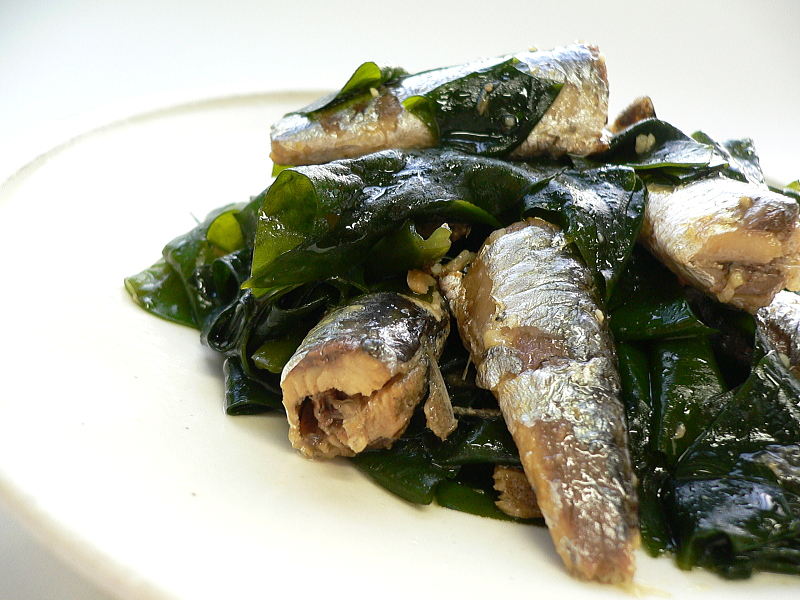
طبق ياباني يتكون من واكامه وسردين.

## المصدر
- طعام المايكروبيوتك الموسع بمريم نادر وكمال مزوق (بتصرف).